# 충청수영 진휼청
충청수영 진휼청(忠淸水營 賑恤廳)은 대한민국 충청남도 보령시 오천면 소성리에 있는 건축물이다. 2010년 12월 30일 충청남도의 문화재자료 제412호로 지정되었다.

## 개요
조선시대 충청수영성 안에는 많은 건물이 있었으나 현재는 진휼청으로 추정되는 이곳을 비롯해서 장교청과 삼문만이 남아있으며, 진휼청은 흉년에 충청수영 관내의 빈민 구제를 담당하던 곳이었다.
충청수영이 폐지된 이후 민가로 쓰이다가 1994년 토지와 건물을 매입하여 보존하고 있는데, 정면 5칸 측면 2칸의 팔작지붕이다. 대청, 온돌방, 툇마루, 부엌 등이 있으며, 충청수영 고지도 등에 나타난 건물 배치로 볼 때 진휼청으로 추정하고 있다.

## 같이 보기
- 보령 충청수영성 (사적 제501호)
- 진휼청

## 참고 자료
- 충청수영 진휼청 - 국가유산청 국가유산포털